# Khaliajuri
Khaliajuri är ett underdistrikt i Bangladesh. Det ligger i den nordöstra delen av landet, 130 km nordost om huvudstaden Dhaka.
Runt Khaliajuri är det tätbefolkat, med 343 invånare per kvadratkilometer.